# Kamen Rider Hibiki
Kamen Rider Hibiki (仮面ライダー響鬼（ヒビキ） Kamen Raidā Hibiki?) es el título de la 15.ª temporada de la franquicia Kamen Rider. En esta ocasión, el elemento principal es la música, aparte de ser el 5.º Rider de la franquicia en general y 4.º de la era Heisei que no está basado en un insecto. El eslogan de la temporada es "Para nosotros, hay héroes" (ぼくたちには、ヒーローがいる Bokutachi ni wa, hīrō ga iru?)

## Argumento
Durante siglos, Los Kamen Riders, (referidos como Oni) han combatido bestias devoradoras de hombres llamadas Makamo usando como arma el "sonido puro". Uno de los Oni, un hombre llamado Hibiki toma como aprendiz a un joven llamado Asumu Adachi. Un joven inseguro de sí mismo y en una encrucijada de su vida mientras hace la transición a la escuela secundaria, Asumu aprende a ser un adulto viendo a Hibiki y los otros Oni mientras entrenan juntos para perfeccionar sus habilidades en la lucha contra los Makamo. Sin embargo, el aumento repentino de los números de Makamo demuestra ser el preludio de una próxima calamidad.

## Personajes

### Riders
- Hibiki (ヒビキ Hibiki?)/Kamen Rider Hibiki (仮面ライダー響鬼 Kamen Raidā Hibiki?): Es un Oni bastante pasivo y calmado. No mucho se sabe sobre su pasado. Tiene procupaciones y dudas y quiere proteger a sus amigos, lo cual lo llevó a convertirse en Oni. El toma a Asumu Adachi (安達明日夢 Adachi Asumu?) bajo su alero, ayudándole y dándole consejos cuando lo necesite. De los Riders principales, Hibiki es el más experimentado, aun cuando diga lo contrario, es el más sabio de los Oni actuales y los demás lo ven como si fuera un maestro. Su verdadero nombre es Hitoshi Hidaka (日高 仁志 Hidaka Hitoshi?).
- Ibuki (イブキ Ibuki?)/Kamen Rider Ibuki (仮面ライダー威吹鬼 Kamen Raidā Ibuki?): Es un Oni azul que toca la trompeta, calmado y un poco más lento cuando necesita resolver los problemas, es el segundo Kamen Rider que aparece. En la primera mitad de la serie, el usualmente lucha solo con ayuda de su aprendiz, Akira Amami (天美あきら Amami Akira?), uniéndose a Hibiki y a Todoroki en batalla solo cuando necesita más ayuda. Durante la segunda mitad de la serie, comienza a luchar junto a Hibiki y Todoroki más seguido que antes. Su verdadero nombre es Iori Izumi (和泉 伊織 Izumi Iori?).
- Todoroki (トドロキ Todoroki?)/Kamen Rider Todoroki (仮面ライダー轟鬼 Kamen Raidā Todoroki?):: De los Rider principales, Todoroki es el más infantil. Sigue actuando como un novato con muchos asuntos Oni y disfruta de las cosas simples que la vida tiene para ofrecerle. Es además uno de los personajes más torpes de la serie, esta característica a menudo lo conduce a problemas dentro y fuera de batalla. A pesar de que a menudo se equivoca, Todoroki estará junto a sus amigos, no importa lo que ocurra en su camino. Su verdadero nombre es Tomizō Todayama (戸田山 登己蔵 Todayama Tomizō?).
- Zanki (斬鬼 Zanki?)/Kamen Rider Zanki (仮面ライダー斬鬼 Kamen Raidā Zanki?): Zanki es el más viejo de los cuatro Oni principales de la serie. incluso Hibiki lo ve como un superior, a pesar de que Hibiki una vez había entrenado a Zanki en el uso de Ongeki de tipo Taiko. Debido a su edad y sus heridas, Zanki ya no es capaz de enfrentarse completamente a un Makamou en la batalla. Más tarde, Zanki dice que su tiempo para retirarse ha llegado y que Todoroki debe tomar su lugar. Todoroki se resiste y dice que quiere hacer su propio nombre, permitiendo así que Zanki conserve su nombre Oni. Más tarde, Zanki comienza a preocuparse por el estilo de lucha de Todoroki, pero luego se daría cuenta de que todo Oni tiene un estilo de pelea propio. Su verdadero nombre es Zaōmaru Zaitsuhara (財津原蔵王丸 Zaitsuhara Zaōmaru?).
- Danki (弾鬼 Danki?)/Kamen Rider Danki (仮面ライダー弾鬼 Kamen Raidā Danki?): Su nombre real es Daisuke Danda (仮面ライダー弾鬼 Danda Daisuke?), el cual abandonó al convertirse en un Oni. Danki es introducido por primera vez rescatando a un campista y sus padres de un Yamabiko. Más tarde, aparece en la sede de Takeshi ofreciéndose para probar las nuevas armas diseñadas por Kōnosuke.
- Sabaki (裁鬼 Sabaki?)/Kamen Rider Sabaki (仮面ライダー 裁鬼 Kamen Raidā Sabaki?): Con 37 años, Sabaki es actualmente el más antiguo Oni activo en Japón. Es derrotado a menudo, pero esto puede atribuirse a su vejez. Es un usuario activo de la trompeta y el taiko, por lo que es uno de los pocos Oni que puede manejar ambas armas a tiempo completo. Su verdadero nombre se revela como Sakae Saeki (佐伯 栄 Saeki Sakae?)
- Eiki (鋭鬼 Eiki?)/Kamen Rider Eiki (仮面ライダー 鋭鬼 Kamen Raidā Eiki?): Eiki fue una vez un ser humano normal con un nombre regular, pero en un momento dado se asoció con la organización TAKESHIi y los Oni. Eventualmente se convirtió en el aprendiz de un Oni y finalmente se convirtió en uno mismo, y adoptó el nombre de Eiki. A diferencia de muchos Oni solo permanece activo durante períodos aleatorios. En especial uando hay una gran amenaza de ataque. Su verdadero nombre fue olvidado hace mucho tiempo.
- Shuki (朱鬼 Shuki?)/Kamen Rider Shuki (仮面ライダー朱鬼 Kamen Raidā Shuki?): Es una ex Oni. Aunque en realidad tiene ochenta años, Shuki usa su poder para asumir una forma que se asemeja a sí misma en sus primeros 30 años. También es una de las pocas Oni que usa el shikigami Firebird, una técnica antigua que ya no usan los Oni actuales. Además, Shuki conoce todos los encantamientos en el arsenal Oni, incluidos los prohibidos. Al igual que con Eiki, su verdadero nombre tampoco es recordado.

### Aliados
- Asumu Adachi (安達明日夢 Adachi Asumu?): Asumu se encontró con Hibiki en un crucero a la isla de Yakushima, donde salvó a un niño de caerse del barco. En la isla, se encuentran una vez más antes de separarse. Asumu más tarde dejó a su familia y viajó en automóvil a las montañas para hacer turismo, solo para ser atacado por un Makamou. Hibiki salva a Asumu pero después vio a Hibiki transformarse en un Oni y decide seguirlo
- Hitomi Mochida (持田 ひとみ Mochida Hitomi?): Hitomi es uno de los compañeros de clase de la infancia de Asumu. Es muy gentil y afectuosa, y a menudo cuida de sus amigos si parece que están en problemas y trata de ayudarlos o consolarlos. Ella parece mirar a Asumu como algo más que solo su mejor amiga, pero no considera la idea como la de los amantes.
- TAKESHI (猛士 Takeshi?): es una organización secreta que ha estado defendiendo a Japón de las amenazas impuestas por una variedad de monstruosas criaturas llamadas Makamou durante los últimos siglos. Tiene oficinas y agentes en todo Japón. A cada oficina se le asigna un número de agentes combativos llamados Oni  y un equipo de respaldo para inteligencia, investigación, logística, etc.
  - Ichiro Tachibana (立花勢地郎 Tachibana Ichirō?): El Oficial Principal  de la rama Higashitsukuba de TAKESHI. Un hombre alegre que envía a los Oni a sus misiones y les da un buen consejo antes de ir a la batalla.
  - Kasumi Tachibana (立花香須実 Tachibana Kasumi?): La mayor de las hermanas Tachibana. Una persona muy inteligente, como su padre. Por lo general, actúa como ayuda de campo para los Oni proporcionando suministros. A Ibuki le gusta, aunque desde el principio solo lo ignora.
  - Hinaka Tachibana (立花日菜佳 Tachibana Hinaka?): La más joven de las hermanas Tachibana. Su comportamiento alegre compensa su falta de inteligencia como su hermana mayor. Por lo general, permanece en el cuartel general de TAKESHI para rastrear a los Makamou y rara vez sale al campo. Está enamorada de Todoroki, pero por lo general no tiene ni idea de cómo acercársele.
  - Midori Takizawa (滝澤みどり Takizawa Midori?): Diseñadora de equipos y armas de TAKESHI. Ella es responsable de crear las armas de sonido para los Oni. Ella es una vieja amiga de Hitoshi, que ha sido amiga desde la infancia y se unió a TAKESHI para ayudarlo una vez que se convirtió en el actual Hibiki.
  - Kōnosuke Kogure (小暮耕之助 Kogure Kōnosuke?): El jefe de la sección de Diseño de armas de TAKESHI y el mentor de Midori, un ex Oni que se dice que derrotó a veinte Makamou por su cuenta. Gran parte de TAKESHI, incluido Ichirō, lo teme por su estricta personalidad disciplinaria (con la excepción de unas pocas personas). Cuando está enojado, persigue a su "víctima" y los golpea con una paleta
  - Kyousuke Kiriya (桐矢 京介 Kiriya Kyōsuke?): es el estudiante más nuevo de Hibiki, que está entrenando para convertirse en un Oni junto a Asumu.

### Villanos
- Makamo (魔化魍 Makamo?): Son una variedad de criaturas monstruosas que generalmente habitan en las áreas rurales y consumen seres humanos como alimento. En contraste con los adversarios humanoides en otras series de Kamen Rider, la mayoría de los Makamou son generalmente monstruos gigantescos  cuyos diseños y nombres se basan en criaturas míticas del folclore japonés.  El nombre Makamou se puede traducir como "Espíritus demoníacos del campo".
  - Douji (童子 Dōji?) y Hime (姫 Hime?): Misteriosos ayudantes de los Makamo, Aunque se desconocen sus orígenes, se insinúa que fueron seres humanos de la antigüedad que lograron un medio de inmortalidad y que tienen conocimiento del uso de Shikigami.

## Episodios
1. El eco del Oni (響く鬼 Hibiku Oni?)
2. La araña aullante (咆える蜘蛛 Hoeru Kumo?)
3. La Voz caída (落ちる声 Ochiru Koe?)
4. Ichiro corredor (駆ける勢地郎 Kakeru Ichiro?)
5. Mar derritiendose (熔ける海 Tokeru Umi?)
6. El Latido del alma叩く魂 (Tataku Tamashii?)
7. La majestuosa respiración del Oni (息吹く鬼 Ibuku Oni?)
8. El viento que grita (叫ぶ風 Sakebu Kaze?)
9. El retorcido corazón malvado (蠢く邪心 Ugomeku Jashin?)
10. El Oni que permanece en línea (並び立つ鬼 Narabitatsu Oni?)
11. El muro que engulle (呑み込む壁 Nomikomu Kabe?)
12. Secretos revelados (開く秘密 Hiraku Himitsu?)
13. Destino enloquecido (乱れる運命 Midareru Sadame?)
14. Douji devorador (喰らう童子 Kurau Dōji?)
15. Trueno debilitador (鈍る雷 Niburu Ikazuchi?)
16. El Oni rugiente (轟く鬼 Todoroku Oni?)
17. Una ciudad apuntada (狙われる街 Nerawareru Machi?)
18. Huracán ininterrumpido (挫けぬ疾風 Kujikenu Shippū?)
19. El Guerrero rasgueador (かき鳴らす戦士 Kakinarasu Senshi?)
20. El sonido puro (清める音 Kiyomeru Oto?)
21. Reuniendo demonios (引き合う魔物 Hikiau Mamono?)
22. Convirtiéndose en un capullo (化ける繭 Bakeru Mayu?)
23. Entrenamiento de verano (鍛える夏 Kitaeru Natsu?)
24. Carmesí ardiente (燃える紅 Moeru Kurenai?)
25. Azur corredor (走る紺碧 Hashiru Konpeki?)
26. Contando los días (刻まれる日々 Kizamareru Hibi?)
27. Pasando el vínculo (伝える絆 Tsutaeru Kizuna?)
28. La Maldad inquebrantable (絶えぬ悪意 Taenu Akui?)
29. El Muchacho brillante (輝く少年 Kagayaku Shōnen?)
30. Forjando una preminición (鍛える予感 Kitaeru Yokan?)
31. Superando al padre (超える父 Koeru Chichi?)
32. La canción que estalla (弾ける歌 Hajikeru Uta?)
33. La espada armada (装甲う刃 Matō Yaiba?)
34. La Amada belleza (恋する鰹 Koi Suru Katsuo?)
35. El Ángel caído (惑わす天使 Madowasu Tenshi?)
36. Hambriento Shuki (飢える朱鬼 Ueru Shuki?)
37. El relámpago vive otra vez (甦る雷 Yomigaeru Ikazuchi?)
38. OnGeki Roto (敗れる音撃 Yabureru Ongeki?)
39. Tu comienzo (始まる君 Hajimaru Kimi?)
40. Acercándose a Orochi (迫るオロチ Semaru Orochi?)
41. El despertar del estudiante y el maestro (目醒める師弟 Mezameru Shitei?)
42. Demonios feroces (猛る妖魔 Takeru Yōma?)
43. Un cuerpo inmutable (変われぬ身 Kawarenu Mi?)
44. Secreto prohibido (秘める禁断 Himeru Kindan?)
45. Muriendo una muerte gloriosa, Zanki (散華する斬鬼 Sange Suru Zanki?)
46. Dominando el Camino del Oni (極める鬼道 Kiwameru Onidō?)
47. Hablando de nuevo (語る背中 KataruSenaka?)
48. Soñando con el Mañana (明日なる夢 Asunaru Yume?)

### Películas
- Kamen Rider Hibiki: Asumu Transform! You can be an Oni, too!! (仮面ライダー響鬼 明日夢変身！キミも鬼になれる！！ Kamen Raidā Hibiki: Asumu Henshin! Kimi mo Oni ni nareru!!?): Especial para video. Estrenado el 1 de septiembre de 2005
- Kamen Rider Hibiki & The Seven Fighting Demons (劇場版　仮面ライダー響鬼と７人の戦鬼 Gekijōban Kamen Raidā Hibiki to Shichinin no Senki?): Estrenada el 3 de septiembre de 2005

## Reparto
- Hibik: Shigeki Hosokawa
- Ibuki: Jyōji Shibue
- Todoroki: Shingo Kawaguchi
- Zanki: Kenji Matsuda
- Danki: Makoto Ito
- Sabaki: Katsumi Shiono
- Eiki: Kazuya Nakai
- Shuki: Reiko Kataoka
- Asumu Adachi: Rakuto Tochihara
- Hitomi Mochida: Erika Mori
- Ichirō Tachibana: Atomu Shimojō
- Kasumi Tachibana: Mayu Gamō
- Hinaka Tachibana: Miyuki Kanbe
- Midori Takizawa: Masako Umemiya
- Kōnosuke Kogure: Akira Fuse
- Kyōsuke Kiriya: Yūichi Nakamura
- Dōji: Mitsu Murata
- Hime: Sei Ashina
- Narrador: Koji Nakata

## Temas musicales

### Temas de entrada
- "Kagayaki" (輝 Kagayaki?, Resplandor) (Episodios 1-33, 48)
  - Letra: Toshihiko Sahashi
  - Música: Toshihiko Sahashi
  - Arreglos: Toshihiko Sahashi
  - Intérprete: Toshihiko Sahashi

- "Hajimari no Kimi e (始まりの君へ Hajimari no Kimi e?, Para el original tú) (Episodios 34-47)
  - Letra: Shoko Fujibayashi
  - Música: Toshihiko Sahashi
  - Arreglos: Toshihiko Sahashi
  - Intérprete: Akira Fuse

### Tema de cierre
- "Shōnen Yo" (少年よ Shonen yo?, ¡Hey, chico!) (Episodios 1-33, 48)
  - Letra: Shoko Fujibayashi
  - Música: Toshihiko Sahashi
  - Arreglos: Toshihiko Sahashi
  - Intérprete: Akira Fuse

- Datos: Q1192800